# Rodrigo De Paul
Rodrigo Javier De Paul (phát âm tiếng Tây Ban Nha: [roˈðɾiɣo ðe pol]; sinh ngày 24 tháng 5 năm 1994) là một cầu thủ bóng đá chuyên nghiệp người Argentina hiện đang thi đấu ở vị trí tiền vệ cho câu lạc bộ Major League Soccer Inter Miami dưới dạng cho mượn từ câu lạc bộ La Liga Atlético Madrid và đội tuyển bóng đá quốc gia Argentina. Anh nổi tiếng nhờ lối chơi giàu thể lực, khả năng phân phối bóng, tạt bóng và tạo cơ hội cho các đồng đội lập công.

## Sự nghiệp câu lạc bộ

### Racing Club
Sinh ra ở Sarandí, Vùng đô thị Buenos Aires, De Paul gia nhập đội trẻ của Racing Club vào năm 2002, khi mới 8 tuổi. Anh được gọi vào đội hình chính vào ngày 24 tháng 6 năm 2012, khi vẫn còn là một học sinh nhỏ, trong trận đấu với Vélez Sarsfield, nhưng vẫn không được sử dụng trong trận thua 1–2 trên sân nhà.
Vào ngày 10 tháng 2 năm 2013, De Paul chơi trận đầu tiên với tư cách chuyên nghiệp, thay thế Mauro Camoranesi ở phút thứ 86 trong trận thua 0–3 trước Atlético de Rafaela. Anh ghi bàn thắng đầu tiên một tháng sau đó, bàn thắng cuối cùng từ một cú sút xa trong chiến thắng 3–0 trước San Martín de San Juan.
De Paul đã xuất hiện trong 19 trận đấu trong chiến dịch 2012–13. Sau đó, anh đóng vai trò quan trọng trong 2013–14, ra sân trong 35 trận và ghi bốn bàn.

### Valencia
Vào ngày 9 tháng 5 năm 2014, có thông báo rằng Valencia đã đồng ý với một thỏa thuận trị giá 6,5 triệu đô la Mỹ cho De Paul với Racing. Anh ký hợp đồng 5 năm với Los Che vào ngày 6 tháng 6, và ra mắt La Liga vào ngày 23 tháng 8 dưới thời huấn luyện viên trưởng Nuno Espírito Santo, thay thế Paco Alcácer ở phút 65 trong trận hòa 1–1 trên sân khách trong trận gặp Sevilla, nhưng bị đuổi khỏi sân chỉ một phút sau do phạm lỗi với Aleix Vidal.
Anh ghi bàn thắng đầu tiên cho câu lạc bộ vào ngày 4 tháng 12 năm 2014 trong chiến thắng 2–1 trước Rayo Vallecano ở Copa del Rey. Anh tiếp tục điều này với bàn thắng đầu tiên tại La Liga vào ngày 9 tháng 4 năm 2015 trước Athletic Bilbao, ra sân 29 trận trên mọi đấu trường trong mùa giải đầu tiên của anh ấy tại câu lạc bộ.
Sau khi ra sân 14 trận trên mọi đấu trường trong nửa đầu mùa giải 2015–16, trong đó có 2 trận ở Champions League, ngày 4 tháng 2 năm 2016, anh được huấn luyện viên Valencia khi đó là Gary Neville cho đội bóng cũ Racing Club mượn. Anh ghi bàn thắng đầu tiên và duy nhất trong chiến thắng trước Bolívar vào ngày 24 tháng 2 tại Copa Libertadores.

### Udinese
Vào ngày 20 tháng 7 năm 2016, De Paul được chuyển đến câu lạc bộ Serie A Udinese. Anh ra mắt vào ngày 20 tháng 8 năm 2016 trước Roma trong trận thua 4–0. Anh ghi bàn thắng đầu tiên cho câu lạc bộ vào ngày 29 tháng 1 năm 2017 trước Milan trong chiến thắng 2–1.
Anh bắt đầu mùa giải 2018–19 với bốn bàn thắng sau sáu trận đầu tiên của mùa giải Serie A. Anh kết thúc mùa giải với tư cách là cầu thủ ghi nhiều bàn thắng nhất cho Udinese với 9 bàn thắng trong suốt mùa giải 2018–19 của Udinese Calcio và chỉ 9 pha kiến tạo. Vào ngày 15 tháng 10 năm 2019, De Paul ký hợp đồng mới có thời hạn 5 năm với Udinese. Anh ghi bảy bàn và có sáu pha kiến tạo cho Udinese ở Serie A trong mùa giải 2019–20. De Paul trở thành đội trưởng câu lạc bộ của Udinese vào tháng 12 năm 2020, thay thế Kevin Lasagna.

### Atlético Madrid
Vào ngày 12 tháng 7 năm 2021, De Paul ký hợp đồng 5 năm với Atlético Madrid. Anh gia nhập câu lạc bộ mới của mình chỉ vài ngày sau khi giành Copa América với Argentina. Vào ngày 7 tháng 12 năm 2021, anh ghi bàn thắng đầu tiên cho câu lạc bộ trong chiến thắng 3–1 trước FC Porto trong trận đấu cuối cùng của vòng bảng UEFA Champions League 2021–22.

## Sự nghiệp quốc tế

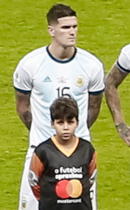
De Paul trong màu áo vào năm 2021 gặp

De Paul đã có trận ra mắt quốc tế cấp chuyên nghiệp cho Argentina trong chiến thắng 4–0 trước Iraq vào ngày 11 tháng 10 năm 2018, và sau đó trở thành cầu thủ thường xuyên của huấn luyện viên Lionel Scaloni; anh là một phần của đội tuyển Argentina về thứ ba tại Copa América 2019 sau khi đánh bại Chile 2–1 trong trận tranh hạng ba.

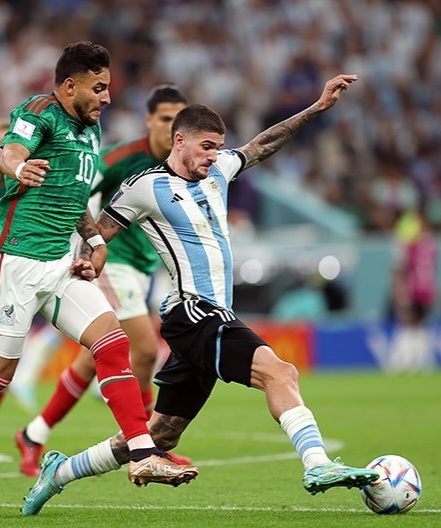
De Paul chơi cho tại FIFA World Cup 2022

Vào ngày 3 tháng 7 năm 2021, De Paul ghi bàn mở tỷ số trong chiến thắng 3–0 trước Ecuador ở tứ kết Copa América 2021 tổ chức tại Brasil. Trong trận chung kết của giải đấu với đội chủ nhà Brasil, đường chuyền dài của De Paul đã giúp Ángel Di María ghi bàn thắng duy nhất của trận đấu, giúp Argentina giành được danh hiệu Copa América lần thứ 15 và danh hiệu quốc tế lớn đầu tiên của họ kể từ năm 2008. Anh cũng là một phần của đội tuyển vô địch FIFA World Cup 2022.

## Đời tư

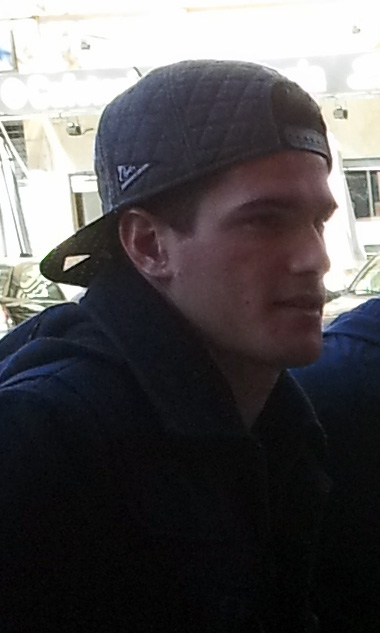
De Paul năm 2015

Mẹ của Rodrigo là người gốc Ý và do đó anh đã có được quốc tịch Ý.
De Paul đã có mối quan hệ với người mẫu Argentina Camila Homs trong mười hai năm. Họ có với nhau hai mặt con. Vào tháng 1 năm 2022, cặp đôi xác nhận đã ly thân. De Paul có mối quan hệ với ca sĩ người Argentina Tini Stoessel kể từ tháng 8 năm 2022.

## Thống kê sự nghiệp

### Câu lạc bộ
Tính đến ngày 25 tháng 5 năm 2024
| Câu lạc bộ          | Mùa giải            | Giải vô địch               | Giải vô địch | Giải vô địch | Cúp quốc gia | Cúp quốc gia | Châu lục | Châu lục | Khác | Khác | Tổng cộng | Tổng cộng |
| Câu lạc bộ          | Mùa giải            | Hạng đấu                   | Trận         | Bàn          | Trận         | Bàn          | Trận     | Bàn      | Trận | Bàn  | Trận      | Bàn       |
| ------------------- | ------------------- | -------------------------- | ------------ | ------------ | ------------ | ------------ | -------- | -------- | ---- | ---- | --------- | --------- |
| Racing              | 2012–13             | Argentine Primera División | 19           | 2            | 1            | 0            | 0        | 0        | —    | —    | 20        | 2         |
| Racing              | 2013–14             | Argentine Primera División | 35           | 4            | 0            | 0            | 2        | 0        | —    | —    | 37        | 4         |
| Racing              | Tổng cộng           | Tổng cộng                  | 54           | 6            | 1            | 0            | 2        | 0        | —    | —    | 57        | 6         |
| Valencia            | 2014–15             | La Liga                    | 25           | 1            | 4            | 1            | —        | —        | —    | —    | 29        | 2         |
| Valencia            | 2015–16             | La Liga                    | 9            | 0            | 3            | 0            | 3        | 0        | —    | —    | 15        | 0         |
| Valencia            | Tổng cộng           | Tổng cộng                  | 34           | 1            | 7            | 1            | 3        | 0        | —    | —    | 44        | 2         |
| Racing (mượn)       | 2016                | Argentine Primera División | 11           | 0            | 1            | 0            | 3        | 1        | —    | —    | 15        | 1         |
| Udinese             | 2016–17             | Serie A                    | 34           | 4            | 1            | 1            | —        | —        | —    | —    | 35        | 5         |
| Udinese             | 2017–18             | Serie A                    | 37           | 4            | 2            | 0            | —        | —        | —    | —    | 39        | 4         |
| Udinese             | 2018–19             | Serie A                    | 36           | 9            | 1            | 0            | —        | —        | —    | —    | 37        | 9         |
| Udinese             | 2019–20             | Serie A                    | 34           | 7            | 1            | 0            | —        | —        | —    | —    | 35        | 7         |
| Udinese             | 2020–21             | Serie A                    | 36           | 9            | 2            | 0            | —        | —        | —    | —    | 38        | 9         |
| Udinese             | Tổng cộng           | Tổng cộng                  | 177          | 33           | 7            | 1            | —        | —        | —    | —    | 184       | 34        |
| Atlético Madrid     | 2021–22             | La Liga                    | 36           | 3            | 2            | 0            | 9        | 1        | 1    | 0    | 48        | 4         |
| Atlético Madrid     | 2022–23             | La Liga                    | 30           | 2            | 3            | 0            | 5        | 1        | —    | —    | 38        | 3         |
| Atlético Madrid     | 2023–24             | La Liga                    | 34           | 3            | 5            | 0            | 8        | 1        | 1    | 0    | 48        | 4         |
| Atlético Madrid     | 2024–25             | La Liga                    | 0            | 0            | 0            | 0            | 0        | 0        | 0    | 0    | 0         | 0         |
| Atlético Madrid     | Tổng cộng           | Tổng cộng                  | 100          | 8            | 10           | 0            | 22       | 3        | 2    | 0    | 134       | 11        |
| Tổng cộng sự nghiệp | Tổng cộng sự nghiệp | Tổng cộng sự nghiệp        | 376          | 48           | 26           | 2            | 30       | 4        | 2    | 0    | 434       | 54        |

1. ↑  Bao gồm Copa Argentina, Copa del Rey, Coppa Italia
2. ↑  Ra sân tại Copa Sudamericana
3. 1 2 3 4 5  Ra sân tại UEFA Champions League
4. ↑  Ra sân tại Copa Libertadores
5. 1 2 3  Ra sân tại Supercopa de España

### Quốc tế
Tính đến ngày 14 tháng 7 năm 2024
| Đội tuyển quốc gia | Năm       | Trận | Bàn |
| ------------------ | --------- | ---- | --- |
| Argentina          | 2018      | 3    | 0   |
| Argentina          | 2019      | 14   | 0   |
| Argentina          | 2020      | 4    | 0   |
| Argentina          | 2021      | 15   | 2   |
| Argentina          | 2022      | 15   | 0   |
| Argentina          | 2023      | 9    | 0   |
| Argentina          | 2024      | 9    | 0   |
| Tổng cộng          | Tổng cộng | 69   | 2   |

Tính đến ngày 10 tháng 10 năm 2021.
Tỷ số và kết quả liệt kê bàn thắng của Argentina trước, cột tỷ số cho biết tỷ số sau mỗi bàn thắng của De Paul.
| # | Ngày                 | Địa điểm                                                                  | Đối thủ | Bàn thắng | Kết quả | Giải đấu                      |
| - | -------------------- | ------------------------------------------------------------------------- | ------- | --------- | ------- | ----------------------------- |
| 1 | 3 tháng 7 năm 2021   | Sân vận động Olympic Pedro Ludovico, Goiânia, Brasil                      | Ecuador | 1–0       | 3–0     | Copa América 2021             |
| 2 | 10 tháng 10 năm 2021 | Sân vận động Monumental Antonio Vespucio Liberti, Buenos Aires, Argentina | Uruguay | 2–0       | 3–0     | Vòng loại FIFA World Cup 2022 |

## Danh hiệu

### Quốc tế
- FIFA World Cup: 2022[31]
- Copa América: 2021,[24] 2024[24]
- CONMEBOL–UEFA Cup of Champions: 2022[32]

### Cá nhân
- Đội hình của Giải đấu Copa América: 2021[33]